# Ozark (serie de televisión)
Ozark es una serie de televisión estadounidense de drama creada por Bill Dubuque. La primera temporada comprende diez episodios de una hora y un episodio final de ochenta minutos, producido por Media Rights Capital. Jason Bateman es el protagonista de la serie y director de los dos primeros y dos últimos episodios de la primera temporada.
Bateman encarna al asesor financiero Marty Byrde, con Laura Linney en el rol de su esposa Wendy, quienes súbitamente deben cambiar de residencia desde una urbanización en las afueras de Chicago a un resort de verano en Ozarks (Misuri) después de que un jefe de un cartel les cuestione a él y a su socio sobre una operación de blanqueo de dinero. Marty, para salvar su vida y la de su familia, se compromete a lavar una gran suma de dinero en tiempo récord de este poderoso narcotraficante mexicano. La primera temporada se emitió en Netflix a partir del 21 de julio de 2017.
El 15 de agosto de 2017 se anunció el rodaje de una segunda temporada de diez episodios. El 10 de octubre de 2018 el propio protagonista Jason Bateman anunció a través de Twitter que la serie sería renovada para una tercera temporada, la cual se estrenó el 27 de marzo en Netflix. En junio de 2020, se confirmó la renovación para una cuarta y última temporada, con 14 episodios, dividida en dos partes de siete episodios cada una.

## Reparto

### Principal
- Jason Bateman como Martin Byrde, un empleado de una firma de consejeros financieros, radicado en Chicago. En 2007, con su socio, empieza una operación de lavado de dinero para un cártel mexicano.
- Laura Linney como Wendy Byrde, esposa de Marty, madre de Charlotte y Jonah. Después de mudarse a Ozarks, Wendy ayuda a Marty a identificar posibles negocios para el lavado de dinero.
- Sofía Hublitz como Charlotte Byrde, hija mayor de Marty y Wendy, que lucha por regresar a Chicago.
- Skylar Gaertner como Jonah Byrde, hijo menor de Marty y Wendy, que inicia una extraña atracción por las armas y los animales muertos.
- Julia Garner como Ruth Langmore, una chica de 19 años, con un largo prontuario delictivo y con agallas para los negocios. Se convierte en parte importante de la operación de lavado de dinero de Marty en un club para caballeros local llamado Lickety Splitz.[9]
- Jordana Spiro como Rachel Garrison (temporadas 1-2; recurrente temp. 4), dueña y socia del hotel donde Marty inicia sus operaciones delictivas.
- Jason Butler Harner como Roy Petty (temporadas 1-2), un agente del FBI, que investiga a Marty.
- Esai Morales como Camino "Del" Río (temporada 1), un cruel y respetado capo mexicano del narcotráfico, y jefe de Marty.
- Peter Mullan como Jacob Snell (temporadas 1-2), un lugareño con fuerte acento sureño y con su propia red de narcotráfico en Ozark.
- Lisa Emery como Darlene Snell, la inestable esposa de Jacob Snell.
- Charlie Tahan como Wyatt Langmore (temporadas 2-4; recurrente temp. 1), el hijo mayor de Russ y primo de Ruth.
- Janet McTeer como Helen Pierce (temporada 3; recurrente temp. 2), una abogada de Chicago que representa al cartel de Navarro.
- Tom Pelphrey como Ben Davis (temporada 3; invitado temp. 4), el hermano de Wendy que padece de bipolaridad.
- Jessica Frances Dukes como Maya Miller (temporadas 3-4), una contadora forense del FBI que investiga el negocio de casino de Marty.
- Felix Solis como Omar Navarro (temporada 4; recurrente temp. 3), el líder del cartel mexicano de la droga para quien los Byrde están lavando dinero[10]
- Damian Young como Jim Rattelsdorf (temporada 4; recurrente temp. 2-3), un abogado millonario, mano derecha de Wilkes que se vuelve aliado de los Byrde.[10]
- Alfonso Herrera como Javier «Javi» Elizondro (temporada 4), sobrino exaltado de Navarro y lugarteniente de su cartel.
- Adam Rothenberg como Mel Sattem (temporada 4), expolicía deshonrado convertido en investigador privado.

### Recurrentes
- Josh Randall como Bruce Liddell (temporada 1), compañero y amigo de Byrde.
- McKinley Belcher como Trevor Evans, agente del FBI y exnovio del agente Roy Petty.
- Kevin L. Johnson como Sam Dermody, agente inmobiliario en Ozarks.
- Harris Yulin como Buddy Dieker (temporadas 1-2), anciano con una enfermedad cardíaca terminal, exdueño de la casa de los Byrde y actual inquilino de ellos.
- Marc Menchaca como Russ Langmore (temporada 1; invitado temp. 2 y 4), padre de Wyatt y Three, tío de Ruth y hermano de Boyd y Cade.
- Christopher James Baker como Boyd Langmore (temporada 1), hermano de Russ y Cade, miembro de la pandilla familiar.
- Carson Holmes como Three Langmore, el hijo menor de Russ, hermano de Wyatt y primo de Ruth.
- Robert Trevelier como el comisario John Nix
- Michael Mosley como el predicador evangélico Mason Young (temporadas 1-2).
- Bethany Ann Lind como Grace Young (temporada 1), la esposa embarazada del predicador Mason Young.
- Adam Boyer como Bobbie Dean (temporada 1), dueño inicial del club de caballeros Lickety Splitz, lugar que más tarde comprará Marty.
- Michael Tourik como Ash (temporada 1; invitado temp. 2), ayudante de los Snell.
- Sharon Blackwood como Eugenia Dermody (temporada 1), la arrogante y controladora madre de Sam, quien trabaja en el negocio inmobiliario con su hijo.
- Joseph Melendez como García (temporada 1), ayudante de Del, quien vigila que el negocios de Byrde vaya sin contratiempos.
- Evan George Vourazeris como Tuck (temporadas 1-2; invitado temp. 4), empleado del Blue Cat y primer amigo de Jonah en Ozark.
- Darren Goldstein como Charles Wilkes (temporadas 2-3; invitado temp. 4), un adinerado hombre de negocios y donante político.
- Nelson Bonilla como Nelson (temporadas 2–4), ejecutor de Helen.
- Tess Kincaid como Hannah Clay (temporadas 2–4), una agente especial del FBI supervisando el caso del cartel de Navarro.
- Melissa Saint-Amand como Jade (temporadas 2–3), una stripper que inicia una relación con Sam.
- Pedro Lopez como Jorge Mendoza (temporadas 2–3), un miembro del cartel de Navarro.
- John Bedford Lloyd como Frank Cosgrove (temporadas 2–4), propietario de una empresa de transporte y líder de la mafia de Kansas City.
- Joseph Sikora como Frank Cosgrove Jr. (temporadas 3–4), hijo de Frank y miembro de la mafia de Kansas City.
- Marylouise Burke como Sue Shelby (temporada 3), la ambiciosa terapeuta de Marty y Wendy.
- Madison Thompson como Erin Pierce (temporadas 3–4), hija de Helen.[11]
- Adam LeFevre como Carl Lee Knarlsson (temporada 3), dueño de un casino flotante al otro lado del río Misuri que se niega a venderle su negocio al cartel de Navarro.
- Marceline Hugot como Anita Knarlsson (temporada 3), la codiciosa y manipuladora esposa de Carl.
- Bruno Bichir como el Padre Benitez (temporada 4), sacerdote del cartel de Navarro.
- Katrina Lenk como Clare Shaw (temporada 4), CEO de Shaw Medical, una destacada empresa farmacéutica con sede en Chicago propiedad de su familia.
- CC Castillo como Leigh Guerrero (temporada 4), la alguacil interina de Ozarks.
- Eric Ladin como Kerry Stone (temporada 4), un chef famoso y gran apostador de Missouri Belle que conoce a Ruth.[12]
- Bruce Davison como Randall Schafer (temporada 4), un senador republicano retirado con el que Wendy se ha cruzado.[13]
- Richard Thomas como Nathan Davis (temporada 4), el padre distanciado de Wendy y Ben.
- Glenn Morshower como el Subdirector Ejecutivo del FBI Graves (temporada 4)
- Ali Stroker como Charles-Ann (temporada 4), vieja amiga de la madre de Ruth.[14]
- Verónica Falcón como Camila Elizondro (temporada 4), hermana de Navarro y madre de Javi.
- Jane McNeill como Annalise (temporada 4), novia de Nathan y miembro de su congregación.
- Brad Carter como el alguacil Ronnie Wycoff (temporada 4), reemplazo de Guerrero como alguacil interino.[15]

## Episodios
| Temporada | Temporada | Episodios | Episodios           | Lanzamiento original | Lanzamiento original |
| --------- | --------- | --------- | ------------------- | -------------------- | -------------------- |
|           | 1         | 10        | 10                  | 21 de julio de 2017  | 21 de julio de 2017  |
|           | 2         | 10        | 10                  | 31 de agosto de 2018 | 31 de agosto de 2018 |
|           | 3         | 10        | 10                  | 27 de marzo de 2020  | 27 de marzo de 2020  |
|           | 4         | 14        | 7                   | 21 de enero de 2022  | 21 de enero de 2022  |
| 7         | 4         | 14        | 29 de abril de 2022 | 29 de abril de 2022  |                      |

### Temporada 1 (2017)
| N.º en serie | N.º en temp. | Título                                           | Dirigido por     | Escrito por                                                | Fecha de lanzamiento original |
| --- | ------------ | ------------------------------------------------ | ---------------- | ---------------------------------------------------------- | ----------------------------- |
| 1 | 1            | «Sugarwood» «Azucarada»                          | Jason Bateman    | Historia: Bill Dubuque & Mark Williams Guion: Bill Dubuque | 21 de julio de 2017           |
| Marty, asesor financiero, ingenia un plan temerario para sobrevivir y salvar a su familia después de que su socio traicionara a un peligroso cliente.                            |              |                                                  |                  |                                                            |                               |
| 2 | 2            | «Blue Cat»                                       | Jason Bateman    | Historia: Bill Dubuque & Mark Williams Guion: Bill Dubuque | 21 de julio de 2017           |
| En Ozarks, Marty hace lo imposible por encontrar un negocio local para la operación de lavado, mientras que sus hijos hacen nuevos amigos y descuidan un deber fundamental.      |              |                                                  |                  |                                                            |                               |
| 3 | 3            | «My Dripping Sleep» «Insomnio»                   | Daniel Sackheim  | Ryan Farley                                                | 21 de julio de 2017           |
| Marty encuentra la manera de controlar a Ruth. y después trata de invertir en un bar de estriptís. Wendy usa su encanto para conseguir trabajo.                                  |              |                                                  |                  |                                                            |                               |
| 4 | 4            | «Tonight We Improvise» «Esta noche improvisamos» | Daniel Sackheim  | Paul Kolsby                                                | 21 de julio de 2017           |
| Marty contrata a Ruth para dar un golpe. El agente Petty estrecha su relación con un miembro de la familia Langmore. El comportamiento de Jonah se vuelve perturbador.           |              |                                                  |                  |                                                            |                               |
| 5 | 5            | «Ruling Days» «Días dominantes»                  | Andrew Bernstein | Martin Zimmerman                                           | 21 de julio de 2017           |
| Marty decide invertir en el sector religioso, pero no tiene idea de dónde se está metiendo... Llega una visita sorpresa a la casa de los Byrde.                                  |              |                                                  |                  |                                                            |                               |
| 6 | 6            | «Book of Ruth» «El libro de Ruth»                | Andrew Bernstein | Whit Anderson                                              | 21 de julio de 2017           |
| Jacob le muestra a Marty cómo funciona su negocio, mientras Ruth pone en marcha su plan, y Rachel descubre algo raro en las cuentas del Blue Cat.                                |              |                                                  |                  |                                                            |                               |
| 7 | 7            | «Nest Box» «Caja nido»                           | Ellen Kuras      | Alyson Feltes                                              | 21 de julio de 2017           |
| Marty hace una oferta para que Jacob no concrete su amenaza. El agente Petty consigue lo que necesita para que Russ cambie su postura. Charlotte se desespera por huir de Ozark. |              |                                                  |                  |                                                            |                               |
| 8 | 8            | «Kaleidoscope» «Caleidoscopio»                   | Ellen Kuras      | Ryan Farley                                                | 21 de julio de 2017           |
| En un flashback que se remonta diez años atrás, Wendy lucha con la depresión, Del pide Marty que sea su asesor financiero y el agente Petty enfrenta una crisis familiar.        |              |                                                  |                  |                                                            |                               |
| 9 | 9            | «Coffee, Black» «Café... Negro»                  | Jason Bateman    | Whit Anderson                                              | 21 de julio de 2017           |
| Russ descubre la verdadera identidad del Agente Petty y trama un plan devastador. Wendy tropieza con un negocio ideal para la cartera de Byrde.                                  |              |                                                  |                  |                                                            |                               |
| 10 | 10           | «The Toll» «Suenan las campanas»                 | Jason Bateman    | Chris Mundy                                                | 21 de julio de 2017           |
| Mason sufre una crisis durante un sermón. Wendy intenta escapar con sus hijos, pero los atrapan. Marty consigue que Jacob y Del hagan un pacto.                                  |              |                                                  |                  |                                                            |                               |

### Temporada 2 (2018)
| N.º en serie | N.º en temp. | Título                                                      | Dirigido por     | Escrito por                    | Fecha de lanzamiento original |
| --- | ------------ | ----------------------------------------------------------- | ---------------- | ------------------------------ | ----------------------------- |
| 11 | 1            | «Reparations» «Compensación»                                | Jason Bateman    | Chris Mundy                    | 31 de agosto de 2018          |
| El padre de Ruth sale de la cárcel. Wendy usa sus habilidades políticas para conseguir la licencia de juego. El cartel mexicano exige un compensación a los Snell.         |              |                                                             |                  |                                |                               |
| 12 | 2            | «The Precious Blood of Jesus» «La preciosa sangre de Jesús» | Jason Bateman    | David Manson                   | 31 de agosto de 2018          |
| Marty recurre a Buddy para enfrentar a la mafia que pone en peligro el casino. Wendy aplica tácticas sucias para ganar votos. Cade le recuerda a Ruth de dónde viene.      |              |                                                             |                  |                                |                               |
| 13 | 3            | «Once a Langmore...» «La maldición Langmore»                | Andrew Bernstein | Alyson Feltes                  | 31 de agosto de 2018          |
| Wendy trata de neutralizar las consecuencias de lo que hizo Wilkes para presionar al senador Blake. Rachel recibe una misión. Ruth se niega a aceptar su destino familiar. |              |                                                             |                  |                                |                               |
| 14 | 4            | «Stag» «En soledad»                                         | Andrew Bernstein | Ryan Farley                    | 31 de agosto de 2018          |
| El FBI tira un segundo anzuelo. Charlotte habla con Wyatt y dice demasiado. Los Byrde desconfían de Rachel, que desvía las sospechas hacía otra persona.                   |              |                                                             |                  |                                |                               |
| 15 | 5            | «Game Day» «Dia D»                                          | Phil Abraham     | Paul Kolsby                    | 31 de agosto de 2018          |
| La revelación del agente Petty pone a prueba las lealtades de Marty, Ruth y el cartel. A pesar de que el FBI está encima, los Snell no quieren deshacerse de sus amapolas. |              |                                                             |                  |                                |                               |
| 16 | 6            | «Outer Darkness» «Las tinieblas de fuera»                   | Phil Abraham     | Ning Zhou                      | 31 de agosto de 2018          |
| El FBI rastrilla el campo de los Snell y se encuentra con una sorpresa. El agente Petty deja las sutilezas mientras interroga Wilkes. Los Byrde sufren una pérdida.        |              |                                                             |                  |                                |                               |
| 17 | 7            | «One Way Out» «La única salida»                             | Alik Sakharov    | Martin Zimmerman               | 31 de agosto de 2018          |
| Mason se deja llevar por la rabia y pone la mira en los Byrde. Ruth quiere robar piezas de un barco para que el padre se sienta orgulloso de ella.                         |              |                                                             |                  |                                |                               |
| 18 | 8            | «The Big Sleep» «El sueño eterno»                           | Alik Sakharov    | David Manson                   | 31 de agosto de 2018          |
| Darlene da otro paso en falso. Marty trata de liberar a Rachel de las garras del agente Petty. Jonah ayuda a su madre para que Wilkes los siga apoyando, quiera o no.      |              |                                                             |                  |                                |                               |
| 19 | 9            | «The Badger» «El tejón»                                     | Ben Semanoff     | Paul Kolsby & Martin Zimmerman | 31 de agosto de 2018          |
| Marty encuentra la manera de evitar a los Snell. Charlotte busca un abogado. Los Byrde se reúnen con el comité de juego, pero la licencia conlleva una gran condición.     |              |                                                             |                  |                                |                               |
| 20 | 10           | «The Gold Coast» «La costa dorada»                          | Amanda Marsalis  | Chris Mundy                    | 31 de agosto de 2018          |
| Marty hace planes y mantiene al margen a Wendy. Darlene envía un mensaje a través de Jonah. Wyatt descubre la verdad sobre su padre. Ruth sabe que debe frenar a Cade.     |              |                                                             |                  |                                |                               |

### Temporada 3 (2020)
| N.º en serie | N.º en temp. | Título                                             | Dirigido por      | Escrito por      | Fecha de lanzamiento original |
| --- | ------------ | -------------------------------------------------- | ----------------- | ---------------- | ----------------------------- |
| 21 | 1            | «War Time» «Tiempos de guerra»                     | Jason Bateman     | Chris Mundy      | 27 de marzo de 2020           |
| Presionan a Marty para que mueva dinero antes de tiempo; Wendy presenta un plan muy arriesgado; Wyatt se da la gran vida; y Ruth tiene un altercado en el casino.       |              |                                                    |                   |                  |                               |
| 22 | 2            | «Civil Union» «Unión civil»                        | Jason Bateman     | Martín Zimmerman | 27 de marzo de 2020           |
| Wendy le pide a Helen -no a Marty- que la ayude a cerrar un trato; un nuevo huésped llega al hogar de los Byrde; y explotan las fichas de un casino rival.              |              |                                                    |                   |                  |                               |
| 23 | 3            | «Kevin Kronin Was Here» «Kevin Cronin estuvo aquí» | Cherlen Dabis     | Miki Johnson     | 27 de marzo de 2020           |
| El FBI mete las manos en las finanzas del casino; los sueños de Wendy se tornan siniestros; y a Marty le agobian posibles señales de advertencia.                       |              |                                                    |                   |                  |                               |
| 24 | 4            | «Boss Fight» «Batalla final»                       | Cherlen Dabis     | John Shiban      | 27 de marzo de 2020           |
| Wendy, Helenm¿ y Ruth tratan de mantener el negocio en marcha, entretanto Navarro manipula a Marty, a quien le atormenta la idea de no ver a su familia nunca más.      |              |                                                    |                   |                  |                               |
| 25 | 5            | «It Came from Michoacán» «Vino desde Michoacán»    | Amanda Marsalis   | Laura Deeley     | 27 de marzo de 2020           |
| Maya redobla su oferta para lograr convertir a Marty, cuya misteriosa calma preocupa a Wendy. Los Byrde adquieren una granja de caballos de parte de Navarro.           |              |                                                    |                   |                  |                               |
| 26 | 6            | «Su Casa Es Mi Casa» «Su casa es mi casa»          | Benjamin Semanoff | Paul Kolsby      | 27 de marzo de 2020           |
| Marty y Wendy se expresan francamente sus sentimientos; Ruth encara a Wyatt; Darlene deja en claro sus ambiciones; y se hace patente el pasado de Ben.                  |              |                                                    |                   |                  |                               |
| 27 | 7            | «In Case of Emergency» «En caso de emergencia»     | Alik Sakharov     | Ning Zhou        | 27 de marzo de 2020           |
| El FBI interroga a Ruth; la relación entre Cosgrove y Marty se vuelve aún más tirante; Sue se hace cargo de un nuevo paciente; y Wendy ficha talento para su fundación. |              |                                                    |                   |                  |                               |
| 28 | 8            | «BFF» «Mejores amigos por siempre»                 | Alik Sakharov     | John Shiban      | 27 de marzo de 2020           |
| Marty y Wendy deciden hacer las paces con Frank hijo, pero a Ruth no le hace ninguna gracia. Los Byrde toman una decisión difícil acerca de Ben. Reprenden a Maya.      |              |                                                    |                   |                  |                               |
| 29 | 9            | «Fire Pink» «Rosa intenso»                         | Alik Sakharov     | Miki Johnson     | 27 de marzo de 2020           |
| El enfrentamiento de Ben con Helen y Erin pone a los Byrde en guardia. Por otra parte, los temores de Sam respecto al FBI pasan inadvertidos.                           |              |                                                    |                   |                  |                               |
| 30 | 10           | «All In» «A tope»                                  | Alik Sakharov     | Chris Mundy      | 27 de marzo de 2020           |
| Al tiempo que Wendy lucha contra sus propios demonios, Marty se esfuerza por mantener sus vidas a flote. Darlene le hace un favor a Ruth.                               |              |                                                    |                   |                  |                               |

### Temporada 4 (2022)
| Parte 1 |    |                                                              |                  |                                       |                     |
| 31 | 1  | «The Beginning of the End» «El principio del fin»            | Andrew Bernstein | Chris Mundy                           | 21 de enero de 2022 |
| Marty y Wendy lidian con una oferta problemática. Ruth hace negocios por cuenta propia, Jonah se rebela, y el sobrino de Omar se hace notar.                               |    |                                                              |                  |                                       |                     |
| 32 | 2  | «Let the Great World Spin» «Que el vasto mundo siga girando» | Andrew Bernstein | Laura Deeley                          | 21 de enero de 2022 |
| Maya se opone al plan que tiene Marty para Omar. Ruth explora el mercado de la heroína. Wendy intenta recaudar 150 millones de dólares. La nueva alguacil causa problemas. |    |                                                              |                  |                                       |                     |
| 33 | 3  | «City on the Make» «Una ciudad en ciernes»                   | Andrew Bernstein | Martin Zimmerman                      | 21 de enero de 2022 |
| Maya y Omar se ven cara a cara. Wendy tiene una difícil reunión de negocios. Ruth hace algo a escondidas de Darlene. Jonah encuentra un lugar para instalar el motel.      |    |                                                              |                  |                                       |                     |
| 34 | 4  | «Ace Deuce» «La suerte en los dados»                         | Alik Sakharov    | John Shiban                           | 21 de enero de 2022 |
| Las dichos de Wendy sobre Ben enfadan a Ruth. El investigador privado Mel localiza al papá de Wendy. El viaje de Ruth con Kerry no sale según lo previsto.                 |    |                                                              |                  |                                       |                     |
| 35 | 5  | «Ellie» «Explicación probable»                               | Alik Sakharov    | Paul Kolsby                           | 21 de enero de 2022 |
| El senador quiere hacer las paces, pero espera algo a cambio. Ruth y Marty intentan recuperar las drogas que vendió Darlene. Charlotte reflexiona sobre su vida a futuro.  |    |                                                              |                  |                                       |                     |
| 36 | 6  | «Sangre Sobre Todo» «Sangre sobre todo»                      | Robin Wright     | Michael M. Chang & Jed Rapp Goldstein | 21 de enero de 2022 |
| Marty debe demostrar que Omar no estuvo involucrado en un bombardeo. Wendy visita el motel. Ruth y Wyatt crean un plan.                                                    |    |                                                              |                  |                                       |                     |
| 37 | 7  | «Sanctified»                                                 | Robin Wright     | Miki Johnson                          | 21 de enero de 2022 |
| La tan esperada reunión del FBI con Omar se lleva a cabo. Wyatt comparte unas noticias con Ruth. Javi se pone agresivo al sentirse traicionado.                            |    |                                                              |                  |                                       |                     |
| Parte 2 |    |                                                              |                  |                                       |                     |
| 38 | 8  | «The Cousin of Death» «Lo que te quita el sueño»             | Amanda Marsalis  | Chris Mundy                           | 29 de abril de 2022 |
| Ruth viaja a Chicago para vengar una muerte que le ha causado profundo dolr, mientras Marty intenta convencerla de que no haga algo de lo que podría arrepentirse.         |    |                                                              |                  |                                       |                     |
| 39 | 9  | «Pick a God and Pray» «Elige a quien rezarle»                | Amanda Marsalis  | Laura Deeley                          | 29 de abril de 2022 |
| Tras la anulación del trato con el FBI, los Byrde buscan desesperadamente soluciones para sus problemas, que se siguen acumulando. El padre de Wendy llega a Ozark.        |    |                                                              |                  |                                       |                     |
| 40 | 10 | «You're the Boss» «El jefe»                                  | Melissa Hickey   | John Shiban                           | 29 de abril de 2022 |
| Marty visita la propiedad de Navarro, Ruth le pide ayuda a Frank hijo, un nuevo alguacil agita las aguas, y Wendy intenta traer a Jim de vuelta al negocio.                |    |                                                              |                  |                                       |                     |
| 41 | 11 | «Pound of Flesh and Still Kickin'» «Seguir en pie»           | Laura Linney     | Ning Zhou                             | 29 de abril de 2022 |
| Ruth se asocia con alguien del pasado para hacer su jugada con el casino. Wendy intenta congraciarse con la hermana de Omar y organiza una reunión con Clare.              |    |                                                              |                  |                                       |                     |
| 42 | 12 | «Trouble The Water» «El agua se lleva todo»                  | Amanda Marsalis  | Paul Kolsby & Martin Zimmerman        | 29 de abril de 2022 |
| Nathan provoca la ira de Wendy tras hacerles un sorprendente ofrcimiento a Charlotte y a Jonah. Ruth busca limpiar su historial con la ayuda de Charles Wilkes.            |    |                                                              |                  |                                       |                     |
| 43 | 13 | «Mud» «Barro»                                                | Amanda Marsalis  | Miki Johnson                          | 29 de abril de 2022 |
| Omar presiona a Marty para que lave más dinero, pero Ruth se niega a ensuciar su casino. Wendy toma una decisión drástica para no perder a sus hijos.                      |    |                                                              |                  |                                       |                     |
| 44 | 14 | «A Hard Way to Go» «Irse de la peor manera»                  | Jason Bateman    | Chris Mundy                           | 29 de abril de 2022 |
| Tras un sinnúmero de tratos obligados, promesas rotas y muertes, los Byrde intentan dejar atrás el pasado y lo arriesgan todo una última vez para alcanzar su libertad.    |    |                                                              |                  |                                       |                     |

## Producción
La serie se desarrolla en un modesto complejo turístico frente al lago de Ozarks, inspirado en las cabañas de veraneo de Alhonna y Marina en cuyo muelle, el creador de la serie Dubuque trabajó en los años ochenta mientras iba a la escuela.
La mayoría de las tomas cinematográficas, se realizan en ubicaciones del área de Atlanta (Lago Allatoona) debido a la exención de impuestos en el estado de Georgia.
El personal de la producción construyó un set en Georgia después de estudiar ampliamente el complejo de Alhonna. Algunas escenas están filmadas en Chicago.
Solo unas cuantas tomas del episodio piloto fueron realizadas en el verdadero lago Ozark (en Misuri). Estas incluyen el cartel «Welcome to Lake of the Ozarks» y la estatua del comisario indio Injun Joe.

## Recepción crítica
Ozark ha recibido calificaciones positivas, particularmente para Bateman en su rol no cómico. En Metacritic, la serie tiene una puntuación de 67 de 100 con base en 28 opiniones, indicando "generalmente revisiones favorables". En Rotten Tomatoes, tiene un 65 % de índice de aprobación con una puntuación media de 6.8 de 10 con base en 46 revisiones. Un usuario del sitio declara, "Ozark todavía no ha logrado el mismo nivel de las series clásicas de crimen con las cuales inevitablemente será comparada, pero su trama es interesante y compleja, la actuación de Jason Bateman sugiere mucho potencial".
Ozark recibió críticas positivas a lo largo de su trayectoria, destacando especialmente su tono, dirección, producción y actuaciones (en particular, las de Bateman, Linney y Julia Garner). La serie ha recibido un total de 45 nominaciones a los Premios Primetime Emmy, incluyendo tres a Mejor Serie Dramática. Bateman ganó el premio a la Mejor Dirección de Serie Dramática en 2020 y Garner el de Mejor Actriz de Reparto en 2019, 2020 y 2022. Bateman ha recibido otras dos nominaciones a los Globos de Oro a Mejor Actor en una Serie Dramática de Televisión.

## Música
Ozark cuenta con una banda sonora compuesta por canciones de diferentes grupos musicales. A lo largo de los 44 capítulos de la serie, se pueden escuchar canciones de bandas contemporáneas como Radiohead o The Black Angels, además de grupos clásicos de la talla de The Rolling Stones.